# Zamach (film 1959)
Zamach – polski wojenny dramat psychologiczny w reżyserii Jerzego Passendorfera. Premiera filmu miała miejsce 12 stycznia 1959 roku.

## O filmie
Film opowiada o przeprowadzeniu wyroku śmierci wykonanego podczas okupacji niemieckiej na Dowódcy SS i Policji na dystrykt warszawski Franzu Kutscherze. Zamach powstał w oparciu o scenariusz powstańca warszawskiegoJerzego Stefana Stawińskiego.
Film nie został dobrze przyjęty przez polskich krytyków, przychylniej został oceniony podczas międzynarodowych festiwalu filmowych w Meksyku, Włoszech, Hiszpanii i Argentynie. Zdaniem polskich krytyków film nie miał szczególnej wartości artystycznej. Byli żołnierze Armii Krajowej negatywnie odnosili się do tytułu filmu. Ich zdaniem wykonanie wyroku na Kutscherze nie było zamachem lecz akcją bojową.
Film jest czarno-biały. Ujęcia wykonywano w Warszawie (m.in. na ulicy Emilii Plater) oraz w Toruniu.

## Opis fabuły
Młodzi żołnierze AK pod dowództwem „Zawady” w ramach przygotowań do akcji zdobywają niemiecki samochód, przygotowują granaty, prowadzą rozpoznanie taktyczne i podejmują udaną akcję. Zmasowany odwetowy ogień Niemców poważnie komplikuje sytuację. Kilku żołnierzy AK zostaje rannych. Dwóch żołnierzy AK zostaje zatrzymanych na moście Kierbedzia. Skaczą do Wisły, w której zostają zastrzeleni. Wielu zamachowców ginie, jednak cel akcji został osiągnięty.

## Obsada
- Bożena Kurowska jako „Marta”
- Grażyna Staniszewska jako „Krysia”
- Zbigniew Cynkutis jako Zbyszek „Zawada”
- Andrzej Kostenko jako „Kolos”
- Roman Kłosowski jako „Mały”
- Tadeusz Łomnicki jako „Marek”
- Andrzej May jako „Czarny”
- Stanisław Mikulski jako Jacek
- Jerzy Nasierowski jako Kajtek
- Jerzy Pichelski jako „doktor Maks”
- Wojciech Siemion jako „Ryś”
- Eugeniusz Szewczyk jako „Orzeł”
- Tomasz Zaliwski jako Olek
- Halina Drohocka jako matka „Czarnego”
- Irena Jaglarz jako pasażerka tramwaju pomagająca „Rysiowi”
- Witold Kałuski jako lekarz zajmujący się „Rysiem” i „Kolosem”
- Jan Kobuszewski jako konspirator Jurek
- Tadeusz Kosudarski jako dowódca patrolu żandarmów
- Irena Malkiewicz jako matka Krysi
- Bernard Michalski

Opracowano na podstawie filmpolski.pl

## Nagrody
- 1959: Mar del Plata (Międzynarodowy Festiwal Filmowy) – II nagroda Argentyńskiej Komisji Krytyki Teatralnej[1]
- 1959: Mar del Plata (Międzynarodowy Festiwal Filmowy) – nagroda za scenariusz[1]
- 1959: Mar del Plata (Międzynarodowy Festiwal Filmowy) – nagroda dla najlepszego filmu[1]
- 1959: San Sebastián (Międzynarodowy Festiwal Filmowy) – nagroda FIPRESCI[1]
- 1959: San Sebastián (Międzynarodowy Festiwal Filmowy) – wyróżnienie za scenariusz[1]
- 1959: Meksyk (Festiwal Filmów Fabularnych) – nagroda za reżyserię[1]
- 1963: Cuneo (Międzynarodowy Festiwal Filmowy o Ruchu Oporu) – Złoty Medal[1]